# Blepharis grandis
Blepharis grandis är en akantusväxtart som beskrevs av C. B. Cl.. Blepharis grandis ingår i släktet Blepharis och familjen akantusväxter. Inga underarter finns listade i Catalogue of Life.